# 오다이 정류장
오다이 정류장(일본어: 小台停留場)은 일본 도쿄도 아라카와구 니시오구 5초메에 있는 도쿄 도 교통국 도덴 아라카와 선의 정류장이다.

## 정류장 구조
상대식 승강장 2면 2선의 지상역 구조이다. 상행 승강장은 도로 위에 있다.

## 정류장 주변
- 오다이혼긴자 상점가
- 미즈키 거리(다이바시도리 긴자 상점가)
- 오구 광장관(아동관)
- 사토 병원(오다이혼긴자 상점가 내)
- 경시청 오구 경찰서

## 역사
- 1913년 4월 1일: 영업 개시.

## 인접 정류장
| 도쿄 도 교통국 ■ 도덴 아라카와 선 | 도쿄 도 교통국 ■ 도덴 아라카와 선 | 도쿄 도 교통국 ■ 도덴 아라카와 선 |
| --------------------------------- | --------------------------------- | --------------------------------- |
| 아라카와유엔치마에 와세다 방면    |                                   | 미야노마에 미노와바시 방면        |